# San Antonio Calichar
San Antonio Calichar es una localidad del estado mexicano de Guanajuato. Es parte del municipio de Apaseo el Alto. Fue fundada en 1900.

## Toponimia
El nombre «San Antonio» hace referencia al santo patrono de la localidad: Antonio de Padua. El nombre «Calichar» proviene de los términos en náhuatl: calli, casa; xalli, arena. Su significado es «casa de arena».

## Demografía
| Gráfica de evolución demográfica |
|                                  |

| Censo | Población |
| ----- | --------- |
| 1910  | 567       |
| 1921  | 498       |
| 1930  | 471       |
| 1940  | 207       |
| 1950  | 243       |
| 1960  | 455       |
| 1970  | 468       |
| 1980  | 796       |
| 1990  | 1 223     |
| 2000  | 1 446     |
| 2010  | 1 914     |
| 2020  | 1 972     |